# Азерски знаковни језик
Азерски знаковни језик (ИСО 639-3: —), је језик којим се користе глувонеме особе у Азербејџану. Након отцепљења од бившег Совјетског Савеза, број глувих се кретао између 31.000.
Уско је повезан са руским знаковним језиком и турским знаковним језиком.